# Sibara laxa
Sibara laxa là một loài thực vật có hoa trong họ Cải. Loài này được (S. Watson) Greene miêu tả khoa học đầu tiên năm 1896.